# Leptostylopsis latus
Leptostylopsis latus là một loài bọ cánh cứng trong họ Cerambycidae.